# 1996年夏季残疾人奥林匹克运动会以色列代表团
1996年夏季残疾人奥林匹克运动会以色列代表团是以色列派出的1996年夏季残疾人奥林匹克运动会代表团。获得4枚银牌和5枚铜牌。